# Chiroderma improvisum
Chiroderma improvisum је врста слепог миша из породице Phyllostomidae.

## Распрострањење
Ареал врсте је ограничен на једну државу. Гваделуп је једино познато природно станиште врсте.

## Станиште
Станиште врсте су шуме.

## Угроженост
Ова врста се сматра рањивом у погледу угрожености врсте од изумирања.